# 2025 en Birmanie
Cette page concerne des événements qui se sont produits durant l'année 2025 du calendrier grégorien en Birmanie.

## Événements

### Janvier
- 1er janvier :
  - Le gouvernement d'unité nationale libère 169 prisonniers pour commémorer la nouvelle année[1] ;
  - L'Armée d'Arakan (AA) permet aux habitants de Maungdaw qui ont fui la ville en raison du conflit de rentrer chez eux après avoir obtenu des lettres de recommandation fournies par les administrateurs de l'AA[2] ;
  - La junte adopte une nouvelle loi sur la cybersécurité qui criminalise l'utilisation non autorisée de VPN et la gestion d'entreprises de jeux d'argent en ligne non autorisées[3].
- 4 janvier : la junte libère près de 6 000 prisonniers, dont 600 prisonniers politiques pour commémorer le jour de l'indépendance (en). Parmi eux figurent Khet Aung (en), ancien ministre en chef de l'État kachin et les acteurs Thinzar Wint Kyaw (en) et Nang Mwe San (en)[4].
- 5 janvier : un nouveau système de distribution d'électricité est instauré. À Rangoun, les townships sont divisés en trois groupes recevant huit heures d'électricité par jour sur quatre périodes de deux heures. À Mandalay, les groupes de chaque township reçoivent six heures d'électricité sur deux périodes de trois heures. Dans le reste du pays, chaque zone reçoit six heures d'électricité après six heures de coupure[5].
- 8 janvier : au moins 40 personnes sont tuées dans une frappe aérienne de la Tatmadaw sur le village de Kyauk Ni Maw sur l'île de Ramree, dans l'État de Rakhine[6].
- 13 janvier : douze personnes sont tuées et d'autres portées disparues après un glissement de terrain à Hpakant, dans l'État Kachin ; une cinquantaine de maisons sont ensevelies ou endommagées[7].

### Mars
- 28 mars : un séisme de magnitude 7,7 fait plus de 3 000 morts, l'état d’urgence est décrété.

### Juillet
- 3 juillet :  un avion de combat Guizhou JL-9 de la force aérienne birmane s'écrase en forêt dans le Township de Hpasawng. Les deux pilotes sont morts. Un mouvement de guérilla déclare l'avoir abattu[8].
- 12 juillet : au moins 23 personnes sont tuées et 30 autres sont blessées lors d'une frappe aérienne sur un monastère bouddhiste dans le village de Lin Ta Lu, dans la région de Sagaing[9].

### Décembre
- 28 décembre : élections législatives.